# 普尔沙雷斯
普尔沙雷斯（法語：Pourcharesses，法語發音：[puʁʃaʁɛs]）是法国洛泽尔省的一个市镇，属于芒德区。

## 地理
普尔沙雷斯（44°26'19"N, 3°55'58"E）面积31.79 平方千米，位于法国奧克西塔尼大區洛泽尔省，该省份为法国南部内陆省份，北起上盧瓦爾省和康塔爾省，西接阿韦龙省，南至加尔省，东临阿尔代什省。
与普尔沙雷斯接壤的市镇（或旧市镇、城区）包括：普雷旺谢尔、维勒福尔、圣安德烈卡普塞兹、孔库勒、阿尔捷、蓬泰尔和布雷西、蓬德蒙韦尔-叙德蒙洛泽尔。

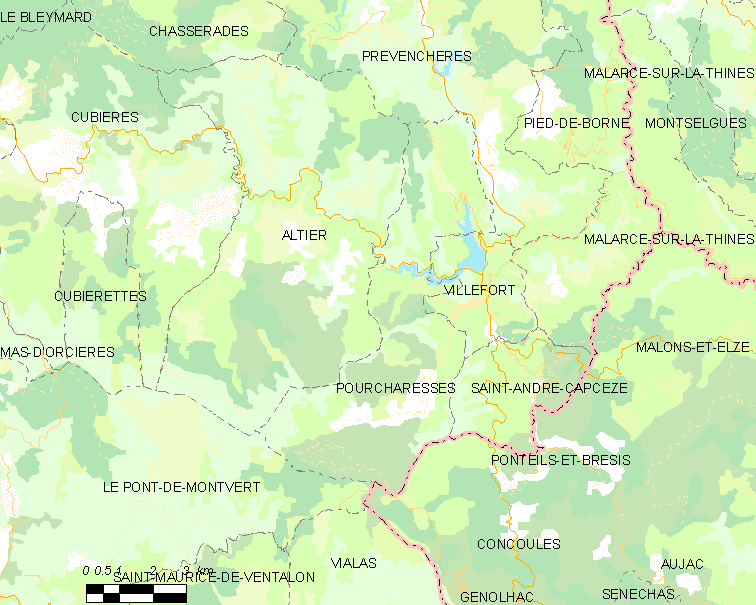
普尔沙雷斯的OSM定位图

普尔沙雷斯的时区为UTC+01:00、UTC+02:00（夏令时）。

## 行政
普尔沙雷斯的邮政编码为48800，INSEE市镇编码为48117。

## 政治
普尔沙雷斯所属的省级选区为圣艾蒂安-迪瓦尔多内县。

## 人口

1962-2008年间普尔沙雷斯人口变化图示

普尔沙雷斯于2022年1月1日时的人口数量为128人。